# Wolfartsweier
Wolfartsweier ist ein Stadtteil der baden-württembergischen Stadt Karlsruhe und gehört seit Januar 2021 zum Naturpark Schwarzwald Mitte/Nord.

## Geschichte
Wolfartsweier wird erstmals 1261 urkundlich als Wolvoldiswilere erwähnt. 1535 fiel Wolfartsweier an die Markgrafschaft Baden-Durlach. Am Ende des Dreißigjährigen Krieges im Jahre 1648 sollen in Wolfartsweier nur noch sieben (männliche erwachsene) Einwohner am Leben gewesen sein, an die im Oberdorf die Siebenmannstraße erinnert. Die Gemeinde wuchs auf 370 Einwohner im Jahr 1837 und 506 Einwohner im Jahr 1901 an. Von 1907 bis 1971 betrieb die Dynamit Nobel AG (Genschow) im Gebiet Zündhütle eine Munitionsfabrik. 1935 wurde das Freibad eröffnet. Wolfartsweier wurde am 1. Januar 1973 in die Stadt Karlsruhe eingemeindet. 2015 erregte eine Gasexplosion in einem Achtfamilienhaus, bei der vier Menschen starben, Aufsehen.

## Politik
Bei der Ortschaftsratswahl 2019 erreichte die SPD mit 59,6 Prozent die absolute Mehrheit. Bei der Wahl zum Karlsruher Gemeinderat am 26. Mai 2019 war Wolfartsweier der einzige Karlsruher Stadtteil, in dem die SPD nicht nur über die 20-Prozent-Marke gelangte, sondern mit 24,7 Prozent auch stärkste Partei wurde. Bei der Landtagswahl 2021 war Wolfartsweier der einzige Karlsruher Stadtteil, in der nicht die Grünen die meisten Stimmenanteile holten, sondern die SPD (30,85 Prozent).

## Sehenswürdigkeiten
- Zündhütle

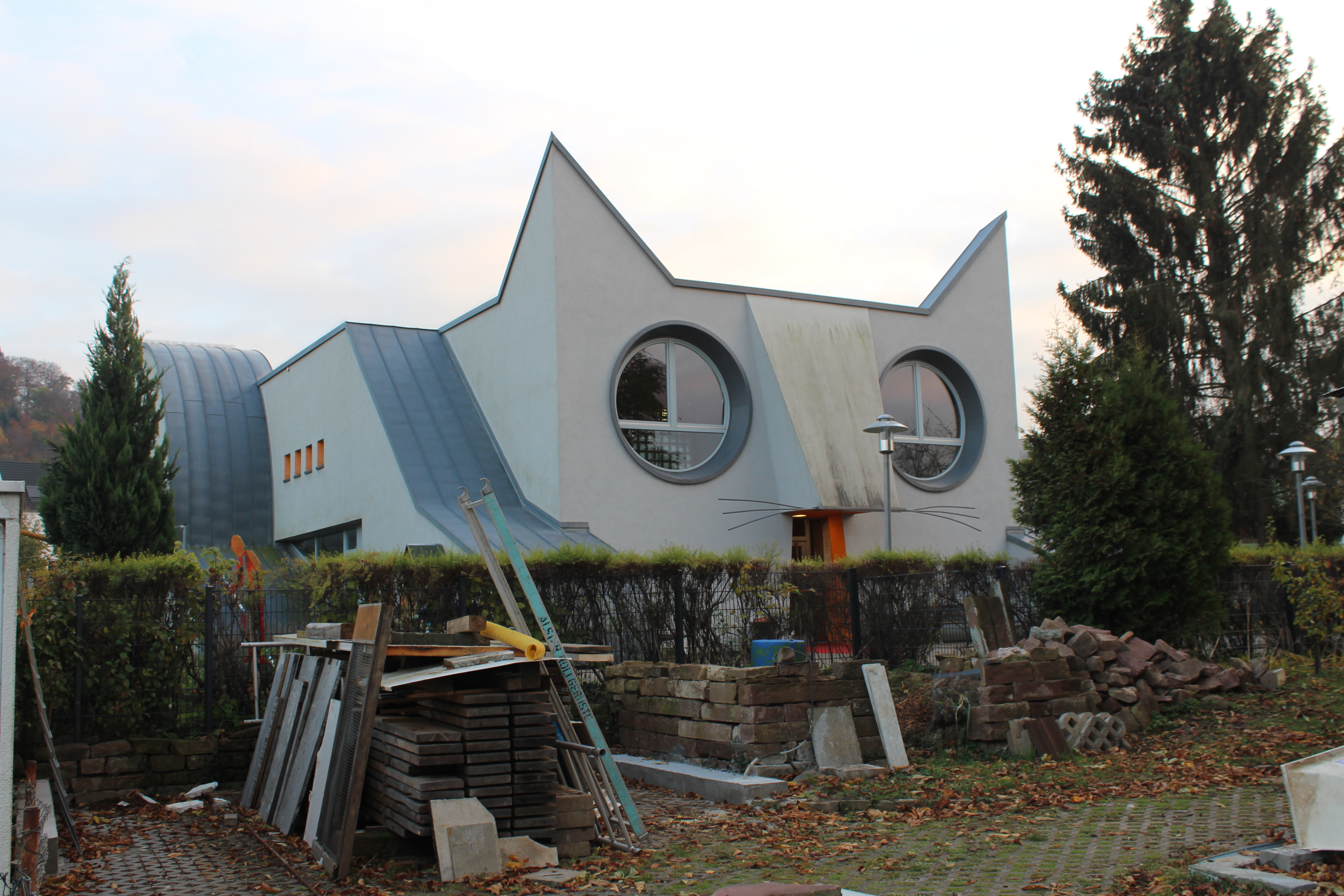
Kindergarten in katzenförmigen Gebäude

- Kindergarten Wolfartsweier, nach einem Entwurf von Tomi Ungerer in Form einer Katze[5]
- Ruine Wolfartsweier – heute sind nur noch geringe Mauerreste vorhanden, die vom örtlichen Geschichtsverein freigelegt werden.

## Sportmöglichkeiten
- Schwimmbad Wölfle
- Bergwald und Oberwald sind innerhalb weniger Minuten zu erreichen. Wander- und Laufmöglichkeit sowie der Waldlehrpfad Waldwelt bei Hohenwettersbach.

## Sonstiges

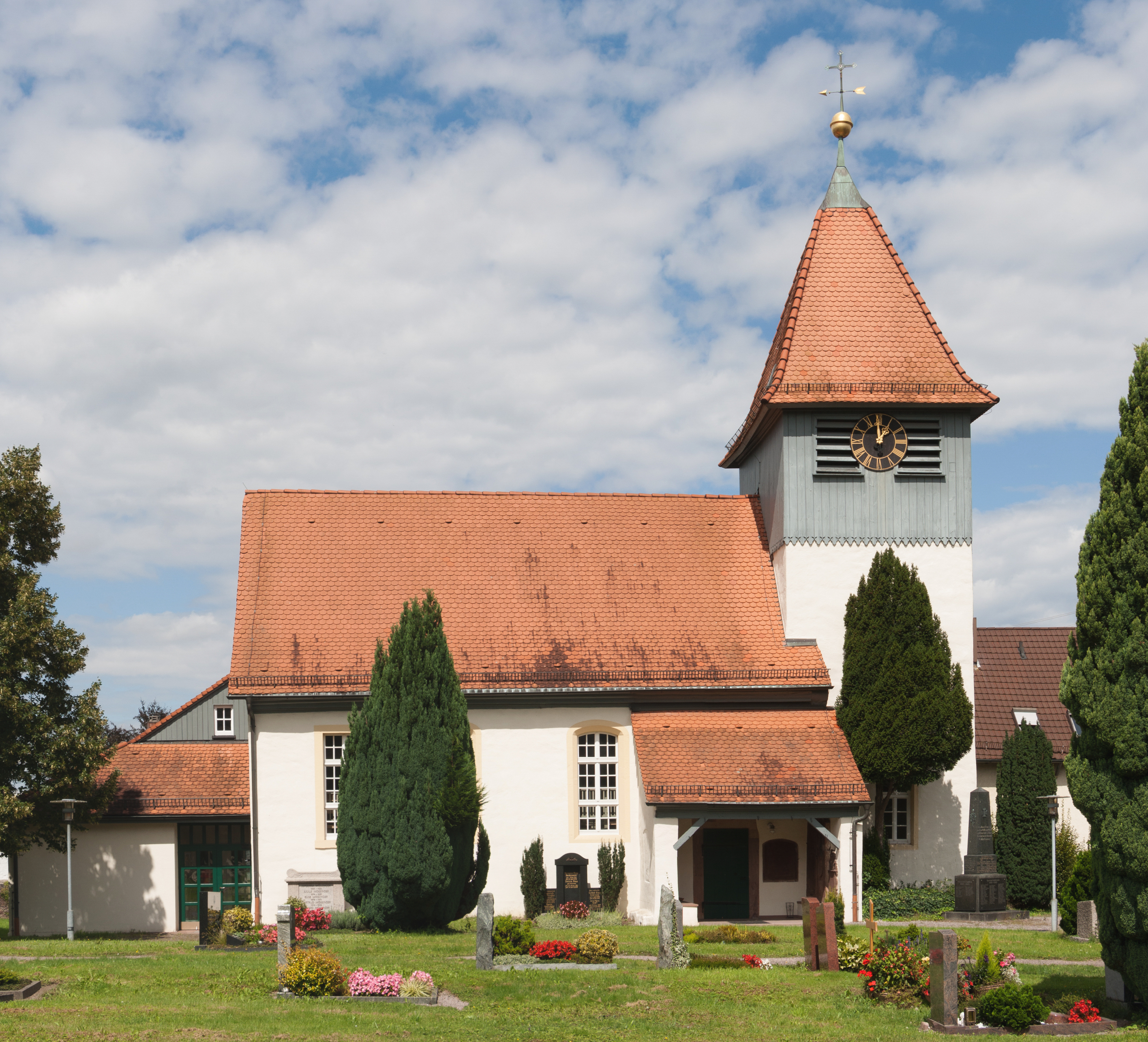
Evangelische Jakobskirche Wolfartsweier

- Kirchen: Katholische St. Marghareta, Evangelische Jakobskirche auf dem Friedhof
- Außerdem: einige Spielplätze, z. B. am Zündhütle; Baumschule Stoll, einige Bauern / Pferdehöfe in der Umgebung.
- Schulen: In Wolfartsweier gibt es eine Ganztagesgrundschule
- Kitas: Städtische Kita Wolfartsweier "Die Katze" und Kita Espira Wolfartsweier.

## Verkehr
Wolfartsweier ist über das Netz des Karlsruher Verkehrsverbundes (KVV) angebunden und wird von der Straßenbahnlinie 2 bedient, welche am Ortsrand endet. An Schultagen verkehren zusätzlich einige Fahrten der Linie 8 nach Durlach Turmberg.
Zusätzlich halten die Buslinien 24, 44, 27, 47, 107 und 158 des KVV am Zündhütle. Außerdem fährt die Buslinie 47A teilweise nach Waldbronn. Seit Juni 2019 verbindet die Buslinie 158 das Zündhütle mit dem SRH Klinikum Karlsbad-Langensteinbach.
Über die Südtangente, welche beim Zündhütle beginnt, ist Wolfartsweier direkt an die Bundesautobahn 5 angeschlossen. Die Anschlussstelle Karlsruhe-Mitte kann nach wenigen Minuten von Wolfartsweier aus erreicht werden. Im Südwesten des Stadtteilgebiets liegt das Autobahndreieck Karlsruhe, die Verbindung von der A 5 zur A 8, die südlich an Wolfartsweier entlang verläuft.